# 베어드흙파는쥐
베어드흙파는쥐 또는 베어드주머니고퍼(Geomys breviceps)는 흙파는쥐과에 속하는 설치류의 일종이다. 미국 남부의 토착종이다. 루이지애나흙파는쥐로도 불린다. 3종의 동부흙파는쥐, 아트워터흙파는쥐와 평원흙파는쥐, 베어드흙파는쥐는 전체적으로 거의 동일하다. 베어드흙파는쥐의 크기가 더 크며, 아트워터흙파는쥐는 중간 크기이고, 평원흙파는쥐는 약간 작다. 크기 차이 외에 식별 가능한 외부적인 다른 특징은 없다. 베어드흙파는쥐는 작은 설치류로 상반신이 몸무게의 대부분을 차지한다. 베어드흙파는쥐는 텍사스 동부와 루이지애나주 서부, 오클라호마주 동부, 아칸소주 남서부의 토착종이다. 굴을 파는 동물로 우기를 제외하고는 보통 땅 아래에서 생활한다. 땅을 파기 위해 특별히 발달한 날카롭고 굽은 앞 발톱을 갖고 있다. 주로 땅 아래에 살기 때문에 포식자로부터 안전하지만, 오소리와 긴꼬리의 족제비류와 같은 다른 굴을 파는 설치류가 위협을 줄 수 있다. 소화 기관에 박테리아를 갖고 있어서 다양한 풀을 소화시킬 수 있고, 대변 알갱이를 다시 먹을 수 있다. 일처다부제 동물로 생존율이 높은 주요 이유가 높은 번식률이다. 평균적으로 베어드흙파는쥐는 한 번에 두 세 마리의 새끼를 낳는다. 야생에서 약 1~2년을 산다.